# Neopleustes derzhavini
Neopleustes derzhavini är en kräftdjursart. Neopleustes derzhavini ingår i släktet Neopleustes och familjen Pleustidae. Inga underarter finns listade i Catalogue of Life.